# Garnotia fergusonii
Garnotia fergusonii är en gräsart som beskrevs av Henry Trimen. Garnotia fergusonii ingår i släktet Garnotia och familjen gräs. Inga underarter finns listade i Catalogue of Life.